# 365

365(삼백육십오)는 364보다 크고 366보다 작은 자연수다.

## 수학
- 합성수로, 그 약수는 1, 5, 73, 365다. 진약수의 합은 79이므로, 365는 부족수다.
  - 116번째 반소수다. 앞의 반소수는 362, 다음 반소수는 371이다.
- 피타고라스 삼조의 빗변의 길이이다.
  - {\displaystyle 27^{2}+364^{2}=365^{2}}[a]
  - {\displaystyle 76^{2}+357^{2}=365^{2}}[b]
- {\displaystyle 365=2^{2}+19^{2}}
  - 서로 다른 두 소수(素數)의 제곱합으로 나타낼 수 있는 10번째 반소수다. 이 성질을 지닌 앞의 수는 314, 다음 수는 386이다. (OEIS의 수열 A103558)
- {\displaystyle 365=13^{2}+14^{2}}
  - 14번째 중심있는 사각수로, 연속하는 두 자연수의 제곱합으로 나타낼 수 있다. 앞의 중심있는 사각수는 313, 다음은 421이다.
- {\displaystyle 365=10^{2}+11^{2}+12^{2}}
  - 연속하는 세 자연수의 제곱합으로 나타낼 수 있으며, 이 성질을 지닌 앞의 수는 302, 다음 수는 434다.
- {\displaystyle 74^{2}-1}은 365로 나누어떨어진다.

## 과학
- NGC 365(영어판): 조각가자리 방향에 있는 막대나선은하.

## 교통
- 일본 365번 국도(일본어판): 이시카와현 가가시에서 미에현 욧카이치시까지 이어지는 일본의 국도.
- 현도 제365호선

## 군사
- U-365(영어판, 독일어판): 제2차 세계 대전에 사용된 나치 독일의 군용 잠수함.

## 문화유산
- 대한민국의 보물 제365호: 원주 흥법사지 진공대사탑 및 석관
- 대한민국의 사적 제365호: 성묘

## 기타
- 연도: 365년, 기원전 365년
- 평년에서 1년의 날짜.